# 尾道市立原田小学校
尾道市立原田小学校（おのみちしりつ はらだしょうがっこう）は、広島県尾道市原田町梶山田にあった公立小学校。市の中心部から北東に約10キロの自然が豊かな場所にあった。
2017年4月1日に、尾道市立木頃小学校・尾道市立木ノ庄西小学校・尾道市立木ノ庄東小学校との4校が統合され、尾道市立美木原小学校が新設されたことにより、閉校した。

## 沿革
- 1875年（明治8年）2月 - 原田村立梶山田小学校として開校。
- 1909年（明治42年）4月 - 梶山田・小原両小学校を合併して、原田村立原田尋常小学校と改称。
- 1941年（昭和16年）4月 - 原田国民学校と校名変更。
- 1947年（昭和22年）4月 - 原田小学校と校名変更。
- 2017年（平成29年）3月 - 閉校。

## 通学区域
- 尾道市